# Kebon Agung (Sawahan)
Kebon Agung is een bestuurslaag in het regentschap Nganjuk van de provincie Oost-Java, Indonesië. Kebon Agung telt 4415 inwoners (volkstelling 2010).